# Flutmulde
Eine Flutmulde (auch Flutrinne) ist ein Gerinne, das in der Regel nur bei Hochwasser durchflossen wird. Flutmulden können sowohl in Flussauen auftretende Geländeformen sein als auch zum Hochwasserschutz gezielt geschaffene zusätzliche Abflusswege.

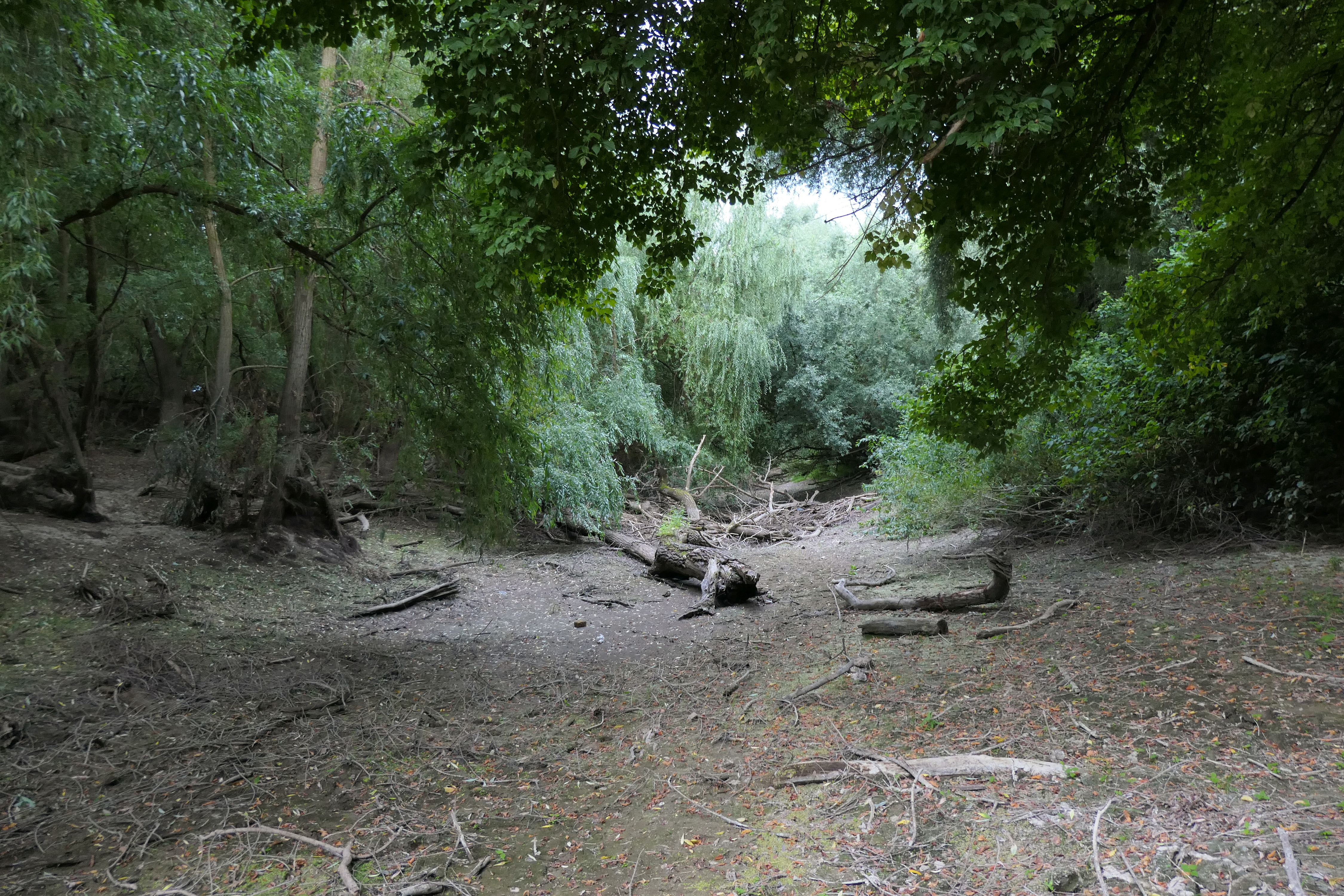
Trockengefallene Hagbau-Schlute im Naturschutzgebiet Bei der Silberpappel am Oberrhein bei Mannheim. Schlute ist eine regionale Bezeichnung für Flutrinne.

Die DIN 4047-5 (Landwirtschaftlicher Wasserbau) definiert Flutmulde als „Gerinne, das zur Hochwasserentlastung herangezogen wird“. Flutmulden werden insbesondere zum Schutz überschwemmungsgefährdeter Gebiete mit hohem Schadenspotential, beispielsweise Städte, gebaut. Sie können aus Gräben, Mulden oder Kanälen bestehen und mit Deichen eingefasst sein. Die Ableitung des Hochwassers aus dem Hauptgewässer kann über Wehre oder Überlaufschwellen erfolgen. Flächen in Flutmulden können als Wiesen landwirtschaftlich genutzt werden oder Erholungszwecken dienen.
Als Geländeform in Flussauen auftretende Flutrinnen entstehen entweder durch Erosion, wenn Hochwasser vom Flussbett in die Aue fließt, oder sie zeichnen alte Flussläufe nach. Flutrinnen sind langgestreckt bei variierender Breite, können einzeln auftreten oder als Rinnensysteme. Hiervon unterschieden werden Flutmulden als in unregelmäßigen Abständen auftretende Vertiefungen innerhalb der Rinnen, die sich auch bei hohen Grundwasserständen mit Wasser füllen können.

## Beispiele

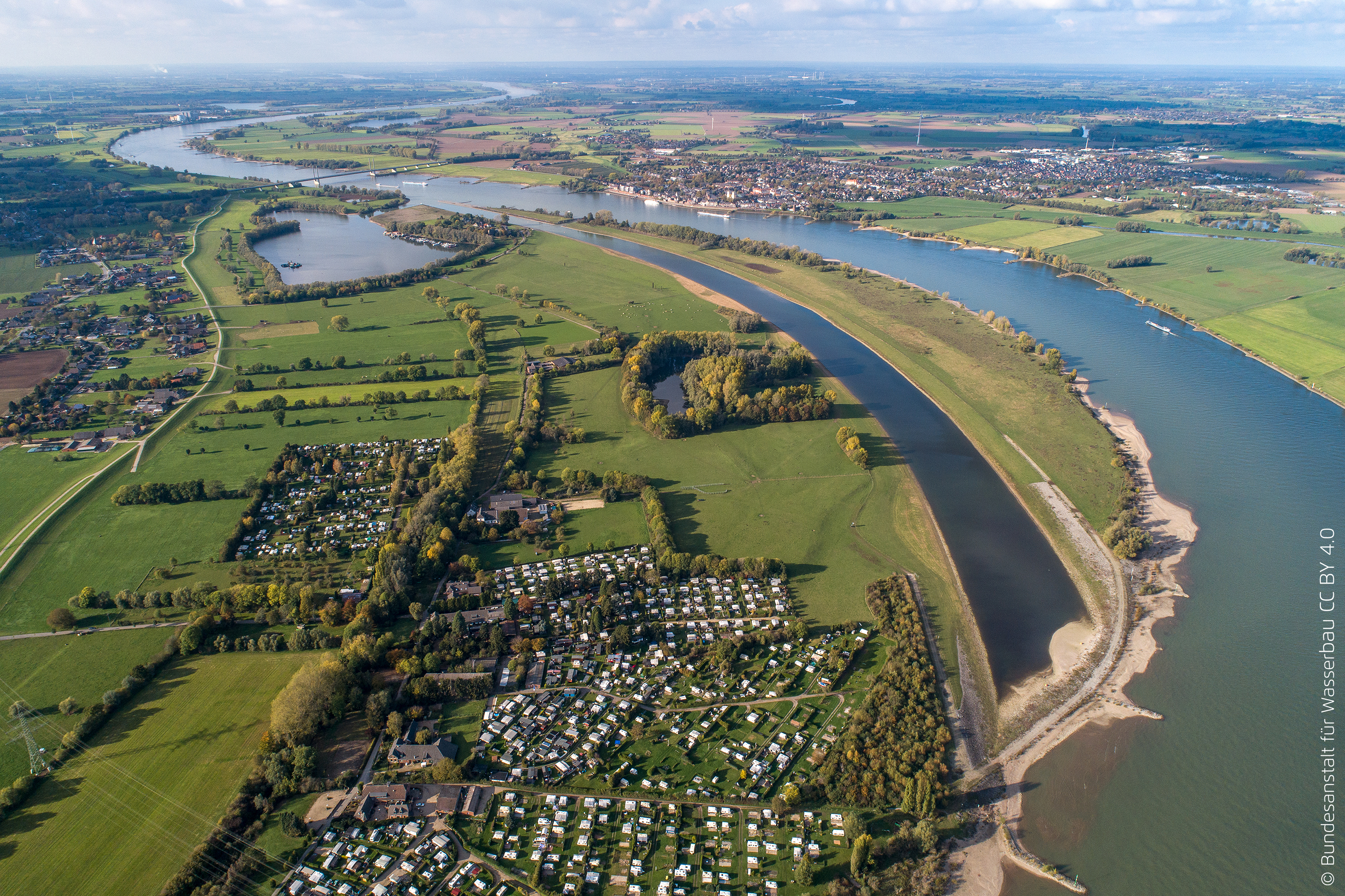
Flutmulde Rees am Niederrhein. Blick flussabwärts mit der Überlaufschwelle im Vordergrund. Das unterstromige Ende gegenüber der Stadt Rees. Links die Reeser Schanz.

Die angegebenen Koordinaten beziehen sich auf den Abzweig der Flutmulde vom Hauptgewässer.
- Werre in Bad Oeynhausen ⊙: Rund ein Kilometer lange Flutmulde, die im Stadtgebiet einen Mäander der Werre abkürzt. In der Topographischen Karte von 1938 sind zwei Flutmulden dargestellt; die obere Flutmulde entspricht dem heutigen Flusslauf der Werre.[3]
- Hase in Bramsche ⊙: Flutmulde, die die Innenstadt von Bramsche umgeht. Ein naturnah gestalteter Baggersee, der Hasesee, ist Teil der Flutmulde.[4]
- Elbe in Dresden: Flutrinne im Großen Ostragehege ⊙ und Kaditzer Flutrinne ⊙ Zwei Flutrinnen im Westen der Stadt, die Mäander der Elbe durchschneiden. Die Rinnen sollen bei Hochwasser für einen schnelleren Abfluss des Wassers aus dem Stadtzentrum sorgen. Teile der Flutrinne im Großen Ostragehege werden durch Sportanlagen genutzt, die mittlerweile teilweise rück- oder umgebaut wurden, da sie das Abflussprofil einschränkten.[5]
- Elbe bei Magdeburg und Schönebeck ⊙: Rund 25 Kilometer langer Elbe-Umflutkanal, der alten Flussläufen der Elbe folgt. Der Zufluss zum 1876 fertiggestellten Kanal wird über das Pretziener Wehr gesteuert.[6]
- Zwickauer Mulde in Glauchau ⊙: Ab 1927 erbaute,[7] 2,8 Kilometer lange Flutrinne, die die Innenstadt umgeht.
- Freiberger Mulde in Döbeln ⊙: Rund 1,2 Kilometer lange Flutmulde, die zusammen mit der Freiberger Mulde die Döbelner Altstadt begrenzt. Nach dem Hochwasser 2002, bei dem in Döbeln große Schäden entstanden, wurden die Abflussquerschnitte beider Gewässer vergrößert, wobei durch die enge und ufernahe Bebauung ein besserer Hochwasserschutz nur in begrenztem Umfang möglich war.[8]
- Leipziger Gewässerknoten: Binnendelta am Zusammenfluss mehrerer Flüsse im Leipziger Stadtgebiet, in dem mehrere Gewässer zur Hochwasserentlastung neu angelegt wurden, darunter das Pleißehochflutbett. ⊙
- Isar in Landshut ⊙: Die rund sieben Kilometer lange Flutmulde Landshut wurde zwischen 1948 und 1955 erbaut.[9]
- Queich bei Germersheim ⊙: Rund 1,2 Kilometer lange Flutmulde von der Queich zur Druslach längs einer Schneise für eine Hochspannungsleitung im Bellheimer Wald. Durch den Bau der Flutmulde zwischen 2004 und 2009 konnte ein Pumpwerk an der Mündung der Queich in den Rhein kleiner dimensioniert werden.[10]
- Save in Zagreb ⊙: Zum Schutz von Zagreb angelegte Flutmulde, die zur Odra führt. Die Odra mündet in den Save-Zufluss Kupa.
- Niederrhein bei Rees ⊙: Ab 2009 erbaute, rund drei Kilometer lange und bis zu 180 Meter breite Flutmulde an der Reeser Schanz, die ab einem Wasserstand von 80 Zentimeter über Mittelwasser durchströmt wird und bis zu 18 Prozent des Rheinabflusses aufnimmt. Durch die Flutmulde sinkt der Wasserstand bei Hochwasser um bis zu 10 Zentimeter, zudem soll sich die Tiefenerosion vermindern.[11]
- Hondsbroeksche Pleij an der Teilung des Pannerdens-Kanals in die IJssel und den Nederrijn bei Arnheim ⊙: 2012 fertiggestellte Flutmulde am Ausgangspunkt zweier Rheinmündungsarme mit einem regulierbaren Wehr. Das Wehr wird geöffnet, wenn gleichzeitig ein extremes Rheinhochwasser und eine Springflut in der Nordsee auftritt. Dadurch wird mehr Wasser über die IJssel zum IJsselmeer geleitet.[12]
- Waal bei Nijmegen ⊙: 3,5 Kilometer lange, 2015 fertiggestellte Flutmulde Spiegelwaal am Rheinmündungsarm Waal, für deren Bau der Deich um bis zu 350 Meter zurückverlegt wurde. Die Flutmulde soll den Hochwasserspiegel an der Engstelle bei der Stadt Nijmegen um bis zu 34 Zentimeter absenken. Der Zufluss erfolgt über eine Überlaufschwelle.[13]
- IJssel bei Veessen ⊙: Rund acht Kilometer lange, 2017 fertiggestellte Flutmulde beim Ort Veessen am Rheinmündungsarm IJssel, die eine Engstelle bei Wijhe umgeht. Die Flutmulde besteht aus einem als Wiesen genutzten Geländestreifen und wird von zwei Deichen begrenzt; der Zufluss erfolgt über ein steuerbares Wehr.[14]